# Vliet (ancienne commune)
Pour les articles homonymes, voir Vliet.
Vliet est une ancienne commune néerlandaise de la province de la Hollande-Méridionale, aujourd'hui hameau de la commune de Oudewater dans la province d'Utrecht.
Ancienne seigneurie érigée en commune de la province d'Utrecht lors de la création des communes néerlandaises, Vliet est intégrée dans la première commune de Polsbroek le 1er janvier 1812, qui ressemble sept petites communes. Le 19 septembre 1814, cinq de ces communes, dont Vliet, passent à la province de la Hollande-Méridionale, tout en restant dans la commune de Polsbroek, qui se trouve à cheval entre deux provinces.
Le 1er avril 1817, la commune de Vliet est rétablie et détachée de Polsbroek. En 1846, la commune est définitivement supprimée et rattachée à Haastrecht. En 1970, l'ancien territoire de Vliet passe de Haastrecht à la commune d'Oudewater, qui elle-même passe de la province de la Hollande-Méridionale à Utrecht.